# 設樂統
設樂統（日语：／ Shitara Osamu */?，1973年4月23日—）是日本男性搞笑藝人、主持人、演員。出身於埼玉縣秩父郡皆野町。搞笑組合香蕉人成員，吐槽擔當。所屬經紀公司是Horipro旗下的HoriPro com。
高中畢業後在西武鐵道就職，半年後離職，之後在渡邊正行的工作人員介紹之下進入娛樂圈。1993年結識日村勇紀，組成了搞笑組合香蕉人。走紅後出演了多部電視劇和電影，在電視劇《流星之絆》、《MR.BRAIN》、《鋼之女》等均有不俗演出。

## 经历

### 出道前
1973年4月23日，设乐统出生于埼玉県秩父郡皆野町。家中包括住在秩父的父亲和来自福冈县久留米市的母亲 ，六岁的哥哥和三岁的姐姐。
1989年3月，设乐从皆野町立皆野中学毕业。中学时，他担任过学生会主席和棒球俱乐部的队长。 1992年3月从埼玉县立秩父农机高级中学机械部毕业后，由于父亲是西武系西武長瀞酒店的经理，次月他便在西武铁路找到了工作，并在池袋线小手指车站工作了大约六个月。在担任车站工作人员的日子里，设乐常常会在广播中加入一些笑话和段子，“请在白线内侧埋伏好！”等等，而这并没有让前辈们感到生气，反而觉得很有趣。
当了半年的自由职业者后，为了正式成为一名搞笑艺人，设乐在父亲的朋友的制作公司中经人介绍，作为渡辺正行的学徒进入演艺圈。

### 搞笑艺人
1993年10月，在一位熟人的的邀请下，设乐来到新宿アルタ并于在那里等待的日村、西秋元喜和另外一人见面。四人在那里结成了搞笑团体。经过之后的两次练习后，设乐感觉到了四人组合的局限性，与日村同时从组合中退出，形成了如今的香蕉人组合。
1999年4月23日，设乐与自己19岁时打工时认识的一位普通女性结婚。谈到结婚的动机时，设乐答道，“我想住在一个带浴室的房子里”、“住在一个有两个人的房子里，我就可以分摊租金了” 。目前，二人有一个女儿。
2006年，获得朝日电视台第三届“『虎の門』の企画「いとうせいこうナイト 話術王決定戦”冠军。而在此前的第二届比赛中，搭档日村已经获得过冠军，并赢得了以二人组合名义的的胜利。
2007年3月18日12:30左右，设乐的住宅因未燃尽的香烟发生火灾。幸运的是，火灾影响范围仅限设乐的房间，家中其他房间并未着火，但房间中大量个人物品，如重要的照片、DVD、衣服、袋子等都在大火中付之一炬。调查人员在进行现场调查时，一部被烧过的手机仍在响铃，缘由则是来自其经纪人的电话。而这部手机在这之后仍被设乐使用了一段时间。 此外，在火灾发生约6小时后收录的“「ウンナン極限ネタバトル! ザ・イロモネア 笑わせたら100万円」(译名：小南小内极限段子战 The·搞笑艺人SP ~ 逗笑可得100万日元~）”节目中，设乐迅速以火灾为主题编了一个段子，并在最后提及了使用上文中手机的故事。加之其出色的表现，设乐成功获得了100万日元的奖金。
2009年11月播出的TBS電視台『ザ・イロモネア』节目「ピンモネア」企划中，设乐获得节目历史上首次第三次获得100万日元的选手。如果包含以组合香蕉人名义获奖记录在内，这则是第四次获奖，亦是节目历史上最多的记录。
2010年3月，在富士電視台“IPPON春季杯大奖赛”中获胜。在2015年11月的IPPON大奖赛中，设乐再度取得冠军。三年后的2018年12月的IPPON大奖赛中他获得了第三次冠军。
2012年，根据“人类观察”节目的调查，在“2012年电视节目出场人数排名”中，设乐以参演节目数量共611个成为第一名。
2017年上半年电视节目出演数目排名中，与TOKIO的国分太一、自由播音员羽鳥慎一并列第一。

### 演员
2010年，在电影『裁判長!ここは懲役4年でどうすか』中担任主演。
2012年，在搭档日村主演的电视剧『イロドリヒムラ』的最终话（第10话）中以监督身份出场。

### 主持人
担任从2012年4月2日开始在富士电视台放送的《NON STOP!》节目的主持人。这不仅是设乐首次担任情报类节目的主持人，也是他首次参与长期节目的录制。

## 人物
設樂的祖父在全日本販售秩父銘仙，是因為從奄美大島知道了大島紬，第一次世界大戰期間，進口化學染料運輸變得困難時，設樂的祖父參考了大島紬的染色方式，設計了一種由提煉出來的黑色染料，並以大黑染料的名義出售，賺取巨額的利潤。另一方，設樂的母方（江頭家族）的曾祖父（佐賀縣佐賀市出身），是入間市一所染色培訓學校的校長，祖父就是在那間學校培訓。此外在設樂的家鄉皆野町發現北條氏邦的家臣設樂金太夫的住所遺跡，還有其他設樂氏所留下來的紀錄

## 出演
注：以“香蕉人”组合名义的出演以下不再列举

### 电视节目
| 情報类节目・综艺节目 | 情報类节目・综艺节目                                              | 情報类节目・综艺节目 | 情報类节目・综艺节目 |
| 出演时间             | 节目                                                              | 放送电视台           | 备注                 |
| -------------------- | ----------------------------------------------------------------- | -------------------- | -------------------- |
| 2012年 -             | NON STOP!                                                         | 富士電視台           | 主持人               |
| 2015年 -             | クレイジージャーニー                                              | TBS                  | 主持人               |
| 過去                 |                                                                   |                      | 主持人               |
| 2007年 - 2009年      | むちゃぶり!                                                       | TBS                  | 声音出演             |
| 2008年 - 2009年      | 美しき青木・ド・ナウ                                              | 朝日電視台           | 「演艺界生态调查」等 |
| 2009年 - 2010年      | なんでもアリタっ!                                                 | goomo                |                      |
| 2009年 - 2011年      | シネ通!                                                           | 東京電視台           |                      |
| 2010年 - 2016年      | できた できた できた                                              | NHK教育頻道          | 声音出演             |
| 2010年 - 2011年      | さきっちょ☆                                                       | 朝日电视台           |                      |
| 2011年               | ゴレンタン                                                        | 富士电视台           |                      |
| 2011年 - 2012年      | Asian Ace                                                         | TBS                  | 主持人               |
| 2012年               | チョイス                                                          | 富士电视台           |                      |
| 2013年 - 2015年      | 〜世界にひとつ〜ミラクルレシピ!                                   | 富士电视台           | 主持人               |
| 电视剧               |                                                                   |                      |                      |
| 年份                 | 作品                                                              | 放送电视台           | 出演角色             |
| 1997年               | 土曜ワイド劇場 女医は見ていた!                                    | 朝日电视台           |                      |
| 1998年               | 土曜ワイド劇場 女医花橋澪子の事件カルテ                           | 朝日电视台           | 孝夫的朋友           |
| 1998年               | 土曜ワイド劇場 京都お見合いツアー殺人事件2                        | 朝日电视台           | 山口弘之             |
| 1998年               | 土曜ワイド劇場 “繭の密室”連続殺人事件                             | 朝日电视台           | 前島博和             |
| 2005年               | RUN AWAY GIRL 流れる女                                            | BS富士               | 絵里香的哥哥         |
| 2006年               | 狮子丸G                                                           | 东京电视台           | 蘭丸                 |
| 2007年               | 特急田中3号                                                       | TBS                  | 照美の父             |
| 2008年               | ロス:タイム:ライフ第4節「看護師編」                               | 富士电视台           | 荻野政一             |
| 2008年               | 蒼井優×4つの嘘 カムフラージュ 「都民・鈴子-百万円と苦虫女 序章-」 | WOWOW                | たっちゃん           |
| 2008年               | 流星の絆                                                          | TBS                  | 萩村信二             |
| 2009年               | MR.BRAIN                                                          | TBS                  | 神田純一             |
| 2009年               | ツレがうつになりまして。                                          | NHK綜合頻道          | 野島                 |
| 2009年               | 不毛地帯                                                          | 富士电视台           | 刑事                 |
| 2010年               | ハガネの女                                                        | 朝日电视台           | 先崎徹               |
| 2011年               | ハガネの女 season2                                                | 朝日电视台           | 先崎徹               |
| 2012年               | 最高の人生の終り方〜エンディングプランナー〜                      | TBS                  | 長田栄司             |
| 2012年               | イロドリヒムラ                                                    | TBS                  | カフェのマスター     |
| 2013年               | 確証〜警視庁捜査3課                                               | TBS                  | 菅井捜査1課警部補    |
| 2015年               | 容疑者は8人の人気芸人                                             | 富士电视台           | 本人                 |
| 电视动画             |                                                                   |                      |                      |
| 年份                 | 作品                                                              | 放送电视台           | 出演角色             |
| 2015年               | 星際大戰：反抗軍起義                                              | 迪士尼XD             | モラド・スマール     |

### 电影
| 年份   | 作品                           | 角色                 | 备注                 |
| ------ | ------------------------------ | -------------------- | -------------------- |
| 2005年 | ホールドアップダウン           | 警察官3              |                      |
| 2008年 | ヒトリマケ                     | 父                   | 友情出演             |
| 2010年 | 裁判長!ここは懲役4年でどうすか | 南波タモツ           | 最早的主演作品       |
| 2011年 | 少年マイロの火星冒険記3D       | マイロのパパ         | 声音出演（日语配音） |
| 2011年 | 快乐的大脚2                    | オキアミのウィル     | 声音出演（日语配音） |
| 2015年 | 小小兵                         | ウォルター・ネルソン | 声音出演（日语配音） |
| 2016年 | 寵物當家                       | マックス             | 声音出演（日语配音） |
| 2018年 | 溫泉屋小女將                   | 神田幸水             | 声音出演             |

### 舞台剧
- プロペラ犬（日语：プロペラ犬）第2回公演「ジャージマン」（2008年11月27日 - 12月4日）[16]

### 广告
- 大正製薬「大正漢方胃腸薬」（1995年） [17]
- アース製薬「バポナ」（1996年） - 与芦川よしみ共同演出。
- アデランス（1997年）
- オートバックスセブン「オートバックスキャッシュバックセール」（2000年）
- 明治製菓キシリッシュ（2009年）[18]
- ゼンショーホールディングス「食其家」（2016年 - ）[19]

### 游戏
- 羅特列克博士和忘卻的騎士團（ジャン・ルグラン）[20]

### PV和其他
- 槇原敬之『Life Goes On〜like nonstop music〜（日语：Life Goes On〜like nonstop music〜）』（Buppuレーベル）（2014年2月26日） - 夹克写真[21]。